# Rückverpaarung
Eine Rückverpaarung ist eine von einem Züchter ermöglichte Verpaarung eines Tieres einer Tochtergeneration (F1-Generation) mit einem Tier der P-Generation, also mit dem Vater oder der Mutter des Tieres. Durch Rückverpaarung kommt es genetisch zu einer Rückkreuzung. Rückverpaarung bzw. Rückkreuzung sind also Formen der Inzucht, die zur Herstellung von Inzuchtlinien vorgenommen werden. Bei einer Rückverpaarung mit einem hinsichtlich eines gewünschten Merkmals reinerbigen Elternteil kann mit 50 % diesbezüglich reinerbigen Nachkommen gerechnet werden, während bei einer Geschwisterverpaarung nach der Spaltungsregel (Mendelsche Regeln) nur 25 % zu erwarten sind.

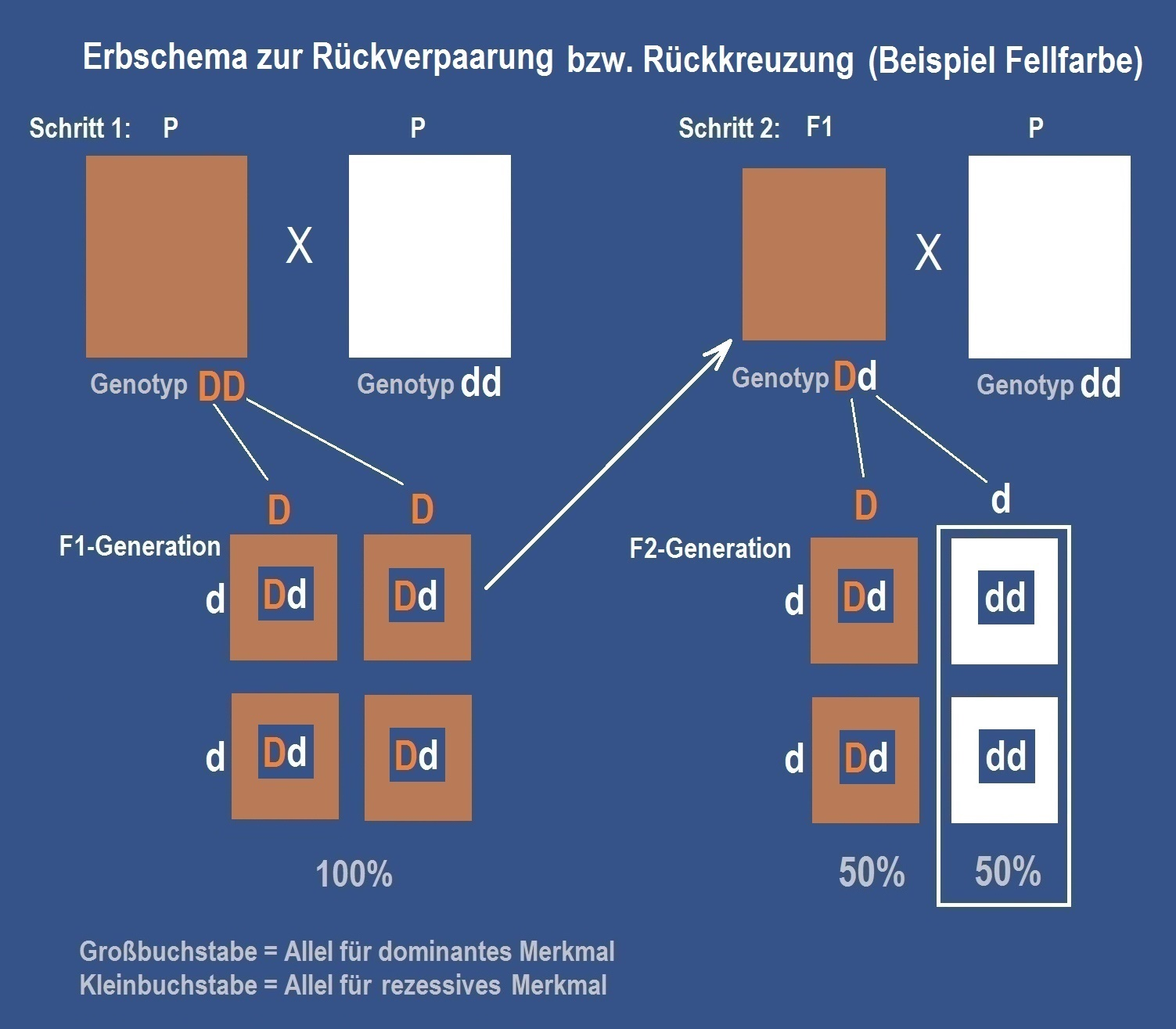
Erbschema zur Rückverpaarung. Dieses Erbschema gilt auch, wenn im zweiten Schritt anstelle von P ein nicht verwandter Partner mit dem gleichen Genotyp verwendet wird. Verpaarung mit einem nicht verwandten Partner wird in der Tierzucht grundsätzlich bevorzugt, um unerwünschte Folgen von Inzucht zu vermeiden.

## Bei Pflanzen
Bei Blütenpflanzen können Rückkreuzungen durch Insekten- oder Windbestäubung zufällig stattfinden, wenn Pollen der Mutter- bzw. Vaterpflanze oder Pollen einer Pflanze der Nachkommengeneration auf das weibliche Blütenorgan gelangt (Bestäubung) und eine Befruchtung der pflanzlichen Eizelle erfolgt, sodass die F2-Nachkommen aus je einer Pflanze der P-Generation und der F1-Generation hervorgehen. Pflanzenzüchter können durch künstliche Bestäubung gezielte Rückkreuzungen vornehmen. Da bei Pflanzen keine Paarung der Individuen stattfindet, sondern sich nur ihre Gameten  vereinigen, wird hier nur von Rückkreuzung gesprochen.

## Verhaltensbiologische Aspekte bei Tieren
Bei Fischen, Amphibien, Reptilen und Säugetieren kann es zufällig zu Rückverpaarungen kommen, da sie von ihrem Verwandtschaftsgrad ebenso wenig Bewusstsein haben wie davon, dass durch die Paarung Nachkommen gezeugt werden.
Bei in patriarchalisch strukturierten Rudeln lebenden Säugetieren, die eine Rangordnung haben, bei der das ranghöchste männliche Tier in der Paarungszeit fast alle weiblichen Tiere begattet und Rivalen vertrieben werden (wie beispielsweise bei Rothirschen), ist es der Normalfall, dass später auch seine weiblichen Nachkommen von ihrem Vatertier gedeckt werden. Entsprechendes wurde beim Paarungsverhalten von Gorillas beobachtet.
Bei in matriarchalisch strukturierten Rudeln lebenden Säugetieren wie beispielsweise beim Bonobo kommen Paarungen von Muttertieren mit ihren männlichen Nachkommen vor.
Bei den Wölfen, bei denen nur ein einzelnes Paar bestehend aus Leitwolf und Leitwölfin den Nachwuchs zeugt, während die Fortpflanzung der anderen Rudelangehörigen unterdrückt wird, kann nach dem Tod des Leitwolfes einer von dessen Söhnen in der Rangordnung an dessen Stelle treten und dann auch die Leitwölfin, also sein Muttertier, decken.

## Genetische Aspekte
Rückverpaarungen mit ranghohen Individuen führen zur vermehrten Weitergabe von Erbanlagen für körperliche Merkmale sowie instinktive Verhaltensmerkmale, die sich in dem jeweiligen Lebensraum und innerhalb des Rudels bewährt haben.

### Effekte bei rezessiven Erbanlagen
Bei diploiden also durch sexuelle Fortpflanzung gezeugten Organismen vererben sich sehr viele Erbanlagen nach den Mendelschen Regeln. Rezessive Erbanlagen werden daher nach einer Rückverpaarung bei den Nachkommen durch die Rückkreuzung gehäuft homozygot und somit auch im Phänotyp gehäuft auftreten. Da die natürliche Selektion am Individuum ansetzt, führen Rückverpaarungen in der Natur dazu, dass ungünstige rezessive Erbanlagen und rezessive Erbkrankheiten phänotypisch auftreten und die Selektion bewirken kann, dass die betroffenen Individuen meist weniger oder gar keine Nachkommen hervorbringen. Das ändert jedoch nichts am Anteil der Konduktoren innerhalb der Population, die das Merkmal nicht aufweisen aber trotzdem weitervererben.
Irrtümlich wurde lange Zeit die Inzucht als Ursache der bei homozygoten Nachkommen gehäuft auftretenden Erkrankungen angenommen, in der Annahme, dass unbekannte biologische Faktoren bei Verwandtenverpaarungen die Erkrankungen auslösen würden.
Durch die Entdeckungen von Gregor Mendel und die molekulargenetische Forschung weiß man jedoch heute, dass es sich bei derartigen meist durch Gendefekte verursachten Krankheiten, die bei Verwandtenverpaarungen gehäuft phänotypisch in Erscheinung treten, um die Ausprägung rezessiver Allele handelt, und dass diese von gesunden heterozygoten Individuen (Konduktoren) auch mit nicht verwandten reinerbig gesunden Partnern unbemerkt (rezessiv) weitervererbt werden. Ebenso weiß man heute, dass wenn gar keine Gene für Erbkrankheiten vorhanden sind, solche auch nicht vererbt werden können.
In der Tierzucht können Rückverpaarungen vorgenommen werden, um bei Tieren, die eventuell zur Zucht eingesetzt werden sollen, vorab das Vorhandensein rezessiver unerwünschter oder krankheitsauslösender Erbanlagen zu überprüfen. Diese fragwürdige Methode, bei der in Kauf genommen wird, dass eventuell auch kranke Jungtiere geboren werden, kann heute durch eine DNA-Analyse ersetzt werden. Rückverpaarungen können jedoch auch vorgenommen werden, um erwünschte rezessive Erbanlagen phänotypisch in Erscheinung treten zu lassen, um mit den reinerbigen Trägern des erwünschten Merkmals weiter zu züchten.

### Effekte bei dominanten Erbanlagen

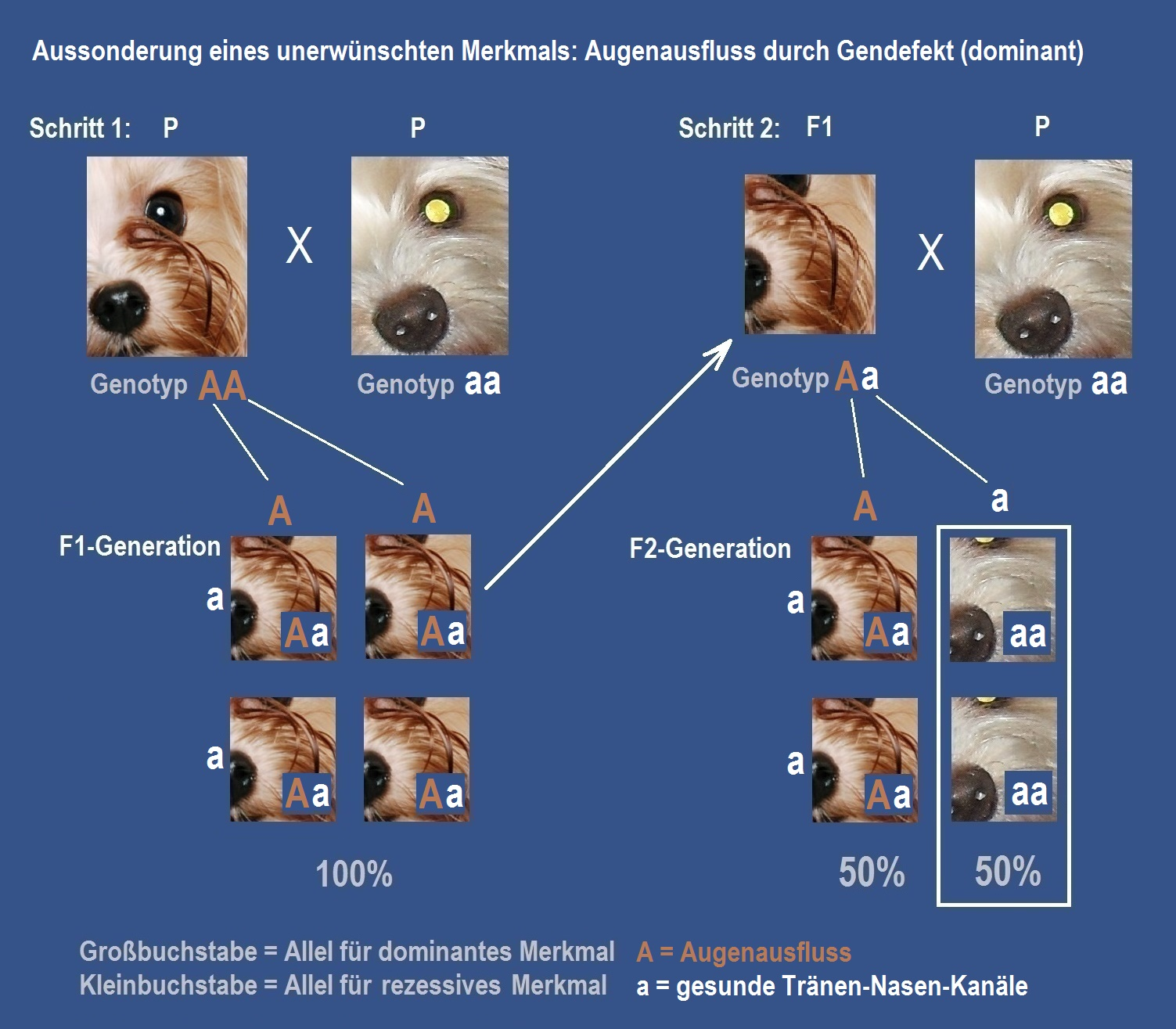
Aussonderung des unerwünschten Merkmals bei einer Hunderasse: Augenausfluss durch erblich bedingt unterentwickelte Tränen-Nasen-Kanäle ist beim Biewer Terrier und beim Golddust-YT ein verbreitetes Problem.

Die dominanten Erbkrankheiten treten auch bei heterozygoten Individuen in Erscheinung, so dass die natürliche Selektion oder die Zuchtauslese des Züchters direkt ansetzen kann. Da sie für den Züchter am Phänotyp erkennbar sind, können die Merkmalsträger sofort von der Zucht ausgeschlossen werden. Wenn sich eine unerwünschte Erbanlage innerhalb einer Rasse schon verbreitet hat und kaum noch Individuen verfügbar sind, die das Merkmal nicht haben, besteht die Möglichkeit, das unerwünschte Merkmal durch eine Rückverpaarung mit einem (reinerbig) gesunden Elterntier und anschließende Zuchtauslese zum Verschwinden zu bringen, weil man heterozygote Nachkommen züchten kann, von denen nach einer Rückverpaarung 50 % der Nachkommen in der F2-Generation das unerwünschte Allel nicht haben, also reinerbig gesund bzw. reinerbige Träger des erwünschten Merkmals sind.

## Züchterische Verantwortung
Durch fortgesetzte Inzucht aber auch durch normale Selektionszucht über viele Generationen kann es zu einer Verarmung des Genpools kommen, wobei auch Vitalitätsgene verloren gehen können. Deshalb bevorzugen Züchter Verpaarungen mit nicht oder entfernter verwandten Tieren.
Um alle Risiken wie in der Ahnentafel eines Tieres bisher nirgends phänotypisch aufgetretene rezessive Erbkrankheiten oder unerwünschte rezessive Erbanlagen wie Fehlfarben auszuschließen, machen Tierzüchter zunehmend von der Möglichkeit eines vorsorglichen DNA-Tests Gebrauch.
In den meisten Züchtervereinen sind je nach Tiergattung Rückverpaarungen zum Zweck der Reinzucht (auch Linienzucht) entweder nur mit Einschränkung erlaubt oder verboten. Bei Katzen ist eine Rückverpaarung erlaubt, also zwischen einem Tier der P- und einem der F1-Generation, weitere sind verboten. In der Aquaristik bei der Züchtung von Zierfischen gibt es keine Einschränkungen.